# Саратога (Вајоминг)
Саратога (енгл. Saratoga) град је у америчкој савезној држави Вајоминг.

## Демографија
По попису из 2010. године број становника је 1.690, што је 36 (-2,1%) становника мање него 2000. године.
| Група             | 2000.         | 2010.         |
| Белци             | 1.612 (93,4%) | 1.553 (91,9%) |
| Афроамериканци    | 2 (0,1%)      | 0 (0,0%)      |
| Азијати           | 12 (0,7%)     | 10 (0,6%)     |
| Хиспаноамериканци | 71 (4,1%)     | 86 (5,1%)     |
| Укупно            | 1.726         | 1.690         |